# Aleurolobus flavus
Aleurolobus flavus es un hemíptero de la familia Aleyrodidae, con una subfamilia: Aleyrodinae. Fue descrita científicamente en 1917 por Quaintance & Baker.